# Chignik
Chignik és una població dels Estats Units a l'estat d'Alaska. Segons el cens del 2007 tenia 65 habitants.

## Demografia
Segons el cens del 2000, Chignik tenia 79 habitants, 29 habitatges, i 20 famílies La densitat de població era de 3 habitants/km².
Per edats la població es repartia de la següent manera: un 25% tenia menys de 18 anys, un 14% entre 18 i 24, un 33% entre 25 i 44, un 23% de 45 a 60 i un 5% 65 anys o més.
L'edat mediana era de 36 anys. Per cada 100 dones hi havia 114 homes. Per cada 100 dones de 18 o més anys hi havia 111 homes.
Cap de les famílies i el 5% de la població estaven per davall del llindar de pobresa.

## Poblacions més properes
El següent diagrama mostra les poblacions més properes.